# تکمیل
تکمیل یا ارتباط تکمیلی یا پرکنش در زبان‌شناسی و ریشه‌شناسی، تکمیل به‌طور سنتی به معنای استفاده از یک کلمه به عنوان شکل صرف‌شده یک کلمه دیگر است که این دو کلمه با هم هم‌خانواده نباشند. برای کسانی که زبانی را می‌آموزند، شکلهای تکمیلی «بی‌قاعده» یا حتی «بسیار بی‌قاعده» تلقی می‌شوند.
اصطلاح «تکمیل» به این معنی است که شکافی در الگوی صرفی با یک شکل «تهیه شده» توسط الگوی دیگری پر شده‌است. موارد تکمیل عمدتاً به واحدهای واژگانی متداول در یک زبان محدود می‌شوند.

## واژه‌های مثال
در انگلیسی، زمان گذشته go فعل went است، که از زمان گذشته فعل wend می‌آید که واژه ای قدیمی به این معناست. زبانهای رومی انواع مختلفی از اشکال تکمیلی در تصریف فعل "to go" دارند، که در اشکال اول شخص مفرد در زیر می‌بینید:
| زبان                 | حال  | حال | آینده  | آینده | گذشته | گذشته | مصدر   | مصدر |
| -------------------- | ---- | --- | ------ | ----- | ----- | ----- | ------ | ---- |
| فرانسوی              | vais | ۱   | irai   | ۲     | allai | ۴     | aller  | ۴    |
| ایتالیایی            | vado | ۱   | andrò  | ۳     | andai | ۳     | andare | ۳    |
| اکسیتانی (لانگدوسین) | vau  | ۱   | anarai | ۳     | anèri | ۳     | anar   | ۳    |
| کاتالان              | vaig | ۱   | aniré  | ۳     | aní   | ۳     | anar   | ۳    |
| اسپانیایی            | voy  | ۱   | iré    | ۲     | fui   | ۵     | ir     | ۲    |
| پرتغالی              | vou  | ۱   | irei   | ۲     | fui   | ۵     | ir     | ۲    |

منابع این اشکال، که در جدول شماره گذاری شده‌اند، چهار فعل مختلف لاتین هستند:
1. vādere ‘to go, proceed’,[۴]
2. īre ‘to go’
3. ambitāre ‘to go around’,[۵] also the source for Spanish and Portuguese andar ‘to walk’
4. ambulāre ‘to walk’, reflected in Fr. aller
5. fuī suppletive perfective of esse ‘to be’.[۶]